# 파키고노사우루스
파키고노사우루스(학명:Pachygonosaurus robustus)는 어룡목 메리아모사우루스과에 속하는 어룡이다. 지금은 학명이 사실상 말소되었다.

## 특징
파키고노사우루스('넓은 각진 도마뱀'이라는 뜻이다.)는 폴란드 실레지아 상부(당시 독일 제국의 일부였다.)에 서식한 어룡의 한 속이다. 1916년에 프리드리히 폰 후네에 의해 기술되었으며 그것은 오직 두 개의 척추 중심체로 구성된 완모식표본에 기초한 파키고노사우루스 로부스투스라는 단일 종을 가지고 있다. 오늘날 파키고노사우루스는 노멘 두비움으로 여겨진다. 파키고노사우루스는 잘 발달된 등지느러미를 가지고 있으며 등지느러미가 2개이고 제1 등지느러미는 위쪽으로 크게 솟아 있으며 제2 등지느러미는 꼬리지느러미의 가까운 곳에 위치하고 있다. 길게 튀어나온 주둥이에는 총 20~25개의 날카로운 삼각형 모양의 이빨을 가지고 있다. 먹이로는 당대에 서식했던 물고기, 갑각류, 두족류를 주로 잡아먹고 살았을 육식성의 어룡으로 추정되는 종이다.

## 생존시기와 서식지와 화석의 발견
파키고노사우루스가 생존했었던 시기는 중생대의 트라이아스기 후기로서 지금으로부터 2억년전~1억 8000만년전에 생존했었던 종이다. 생존했었던 시기에는 유럽을 중심으로 하는 대서양, 북극해, 지중해에서 주로 서식했었던 어룡이다. 화석의 발견은 1916년에 유럽의 트라이아스기에 형성된 지층에서 유럽의 고생물학자인 프리드리히 폰 후네에 의하여 처음으로 화석이 발견되어 새롭게 명명된 종이다.

## 같이 보기
- 파충류
- 중생대
- 트라이아스기
- 어룡
- 화석